# Psoralea plauta
Psoralea plauta là một loài thực vật có hoa trong họ Đậu. Loài này được C.H.Stirt. miêu tả khoa học đầu tiên.